# Lymanopoda hyagnis
Lymanopoda hyagnis är en fjärilsart som beskrevs av Gustav Weymer 1911. Lymanopoda hyagnis ingår i släktet Lymanopoda och familjen praktfjärilar. Inga underarter finns listade i Catalogue of Life.